# フォッカー W.3
フォッカー W.3
原型機フォッカー M.7
- 用途：試作水上偵察機
- 製造者：フォッカー
- 初飛行：飛行に成功せず[1]
- 生産数：1
- 生産開始：1915年[2]
- 運用状況：M.7に再改造。

フォッカー W.3（Fokker W.3）は、ドイツの試作水上偵察機。
複葉偵察機として採用されていたフォッカー M.7を原型として、フォッカー W.2で使用したフロートを利用して水上機としたものである。
ドイツ海軍に受領されなかったM.7の機体を改造して作られた本機の降着装置は、フロート2基。尾部のスキッドもフロートに変更された。自重の増大に対応して主翼を大型化し、上翼をより高く持ち上げて必要な揚力の確保をもくろんだ。逆V型に主柱を設けて控え線を張り、支柱を増やして主翼を支えた。エンジンはM.7と同じく、80馬力のオーバーウルゼル U01基であった。
完成した機体にW.3の名称を与えられた後、飛行試験に臨んだ。だが、飛行することが出来ず、程なく計画は中断された。残されたW.3の機体は解体され、M.7に再度改造された。完成したM.7は、ドイツ海軍航空隊で練習機として使用された。